# Фрисланд (гора)
Фрисланд (англ. Mount Friesland) — гора, що піднімається до 1700,2 м (5578 футів) в однойменному хребті Фрисланд, вершині гір Танграм і острова Лівінгстон на Південних Шетландських островах, Антарктида. Його північне ребро пов'язане з хребтом Плиска через Несебр-Геп на заході і з хребтом Боулз через Вернер-Геп на півночі. На сході гора Фрисланд з'єднана з хребтом Презіана, а потім з каталонським сідлом і піком Лясковець.

## Клімат
Місцева погода загальновідомо неприємна і складна; За словами досвідченого антарктичного альпініста Деміена Гілдеа, який піднявся в цьому районі, «майже найгірша погода в світі».

## Місце розташування
Гора розташована за 12,5 км (7,8 миль) на північний схід від мису Барнард, за 9,7 км (6,0 миль) до південного сходу-сходу від бази Святого Климента Охридського, за 3,6 км (2,2 милі) на південний схід від вершини хребта Плиска, за 6,1 км (3,8 милі), на південь на схід від гори Боулз, за 2,9 км (1,8 миль) до південного сходу від Кемп-академії, за 6,7 км (4,2 милі) на захід від піку Великої Голки та за 6,85 км (4,26 милі) на північний захід від мису Самуїл.